# Вахабизам
Вахабизам/вехабизам (арап. الوهابية) или вахабијска/вехабијска мисија (арап. الدعوة الوهابية) врста је традиционализма у исламу који се утемељио концем 18. и почетком 19. века. Његов духовни изворник је Мухамед ибн Абдул Вахаб, тзв. реформатор ислама, пореклом из Саудијске Арабије. Вахабизам се у суштини заснива на редукционистичким и изворним идејама о исламу, те кроз исте има врсту интерпретације ислама која се разликује од других исламских смерова као што су сунизам, суфизам и шиизам. Вахабизам настоји задржати муслимане на изворној интерпретацији ислама без даљих научних, теоријских и сличних посредовања у интерпретацији. Самим тим вахабизам је интерпретативни ток који нема своју литературу ни мишљење, те духовни ток који заговара крајње редуковање човека као појединца и муслимана као заједнице.
Вахабизам је настао кроз политичку поделу у Саудијској Арабији крајем 18. века, при чему је деоба направљена између политичког живота муслимана и религијског живота, у којем религијски живот контролишу вахабијски изворници.
У модерном времену вахабизам је најпроширенији у не модернизованим деловима Азије и у мањој мери у Европи, те га многи окривљују за подстицање и идеолошке основе данашњим терористичким групама у Авганистану, Саудијској Арабији и Ираку. Такође, сматра се да су поједини поклоници вахабизма са својим идеолошким уверењима подупрли терористичке нападе у САД и Европи.